# Moño (peinado)

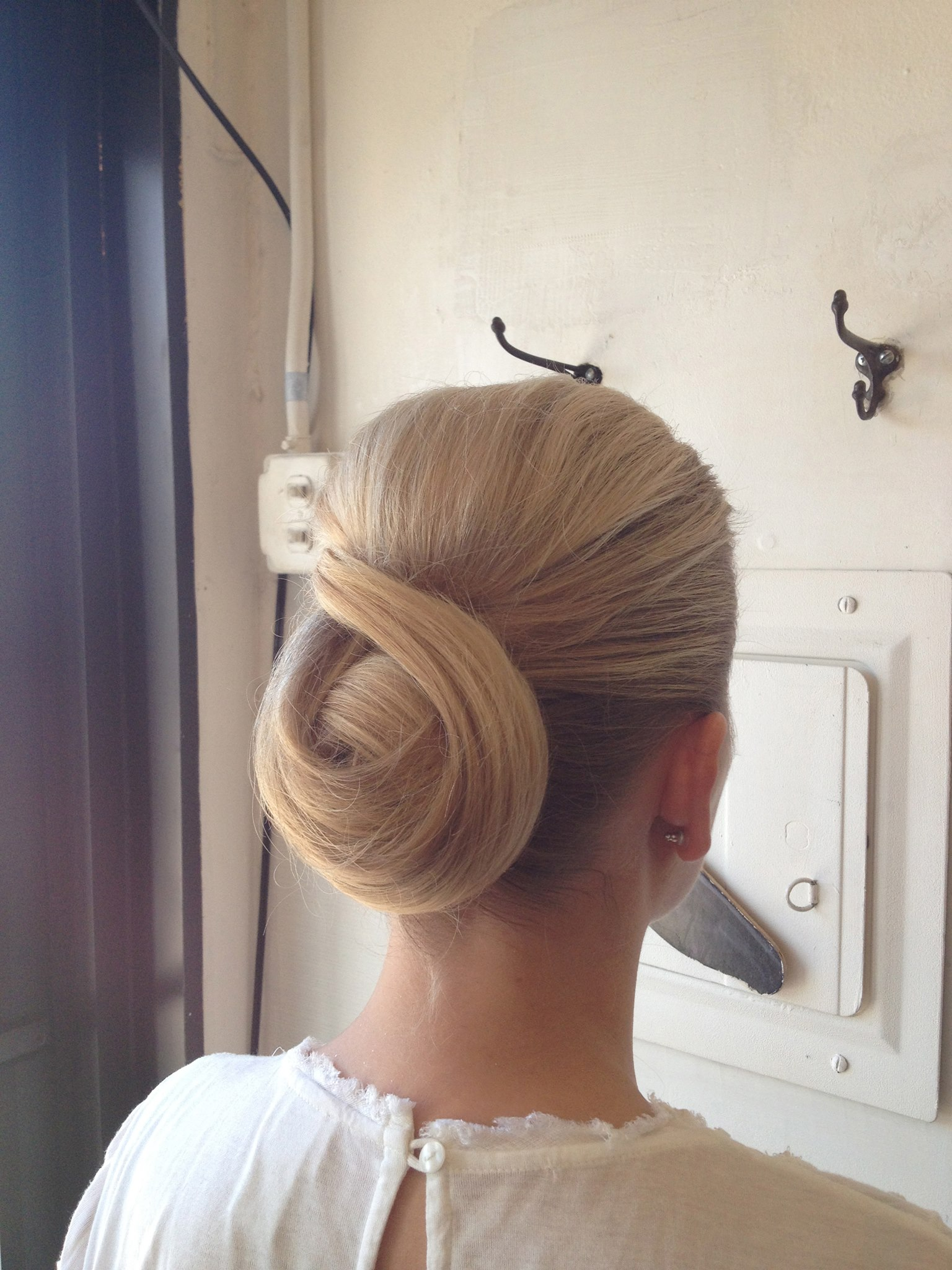
Ejemplo de Chignon. El peinado suele descansar en la parte baja de la nuca.

Un moño (en inglés, chignon) es un estilo de peinado. El nombre anglosajón proviene del francés chignon du cou o moño de cuello. El moño se elabora generalmente fijando el pelo en un nudo en la nuca. Es similar al bollo o rodete. Se usan con frecuencia para las ocasiones especiales, como en bodas (especialmente, por la novia) y bailes formales, pero el moño básico también se usa para la ropa de deporte diaria. En el lenguaje coloquial se suele denominar "kiki".

## Historia
En Occidente el uso de moños se puede remontar a la antigua Grecia, en donde las mujeres atenienses acomodadas usaban comúnmente el estilo con horquillas de oro o marfil hechas a mano. Los hombres atenienses usaban el estilo también, pero sujetaban sus moños con un corchete en forma de saltamontes de oro según la historia de la guerra de Peloponeso por Tucídides. El moño era específico de Atenas, pues otras ciudades-estado, tales como Esparta y Chipre, tenían su propio estilo de peinado.
El moño era también popular en la antigua China, en donde las mujeres casadas usaban el peinado de moño bajo o doble a cada lado durante muchos siglos, mientras los varones usaban uno alto como puede verse en los guerreros del ejército de terracota. Con leves variantes, la moda duró desde la época Han a los primeros años del siglo XX. 
El moño alcanzó renombre otra vez en Occidente durante la época victoriana. Las damas entre 1840 y 1860 lo combinaban con adornos como perlas, broches, hebillas, flores y hojas naturales. Finalizaban con rizos que caían a ambos lados del rostro.

Pero desde 1870 los moños eran a menudo construcciones altas incluyendo pelo natural postizo o cojines falsos. El renombre de los moños se recuperó otra vez en los años 40 en que muchas mujeres usaron el moño con un pañuelo de cabeza mientras trabajaban en fábricas para apoyar el esfuerzo de la guerra durante la Segunda Guerra Mundial.

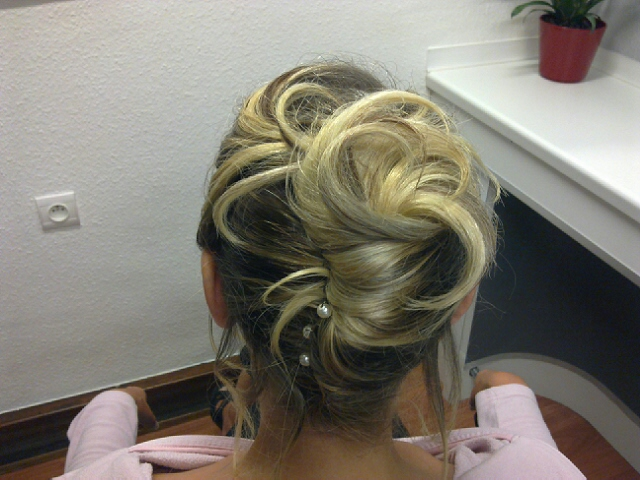
Variante banana bun

El escritor Anthony Trollope se mofaba del peinado. Algunos hombres occidentales también empezaron a lucir moño en la década de 2010.

## Uso
Para armar un moño, primero se debe peinar el cabello como una cola de caballo y luego enrollarlo hacia adentro. Las distintas variables incluyen unir las puntas con la base de la cola. Se asegura usando horquillas, gomas, hebillas y fijador.
La cantante Lady Gaga exhibió un peinado que emulaba la imagen literal de un moño en 2008 y volvió a lucir una variante en 2019. Confeccionado con pelucas, los estilos seguían la lógica de la corriente artística camp.